# Regione di Bolama
La regione di Bolama è una regione della Guinea-Bissau situata ad ovest del paese. La regione comprende soprattutto le isole Bijagos. La sua capitale è Bolama.

## Settori
La Regione di Bolama è divisa in 4 settori:
- Bolama
- Bubaque
- Caravela
- Uno